# Pintura de historia

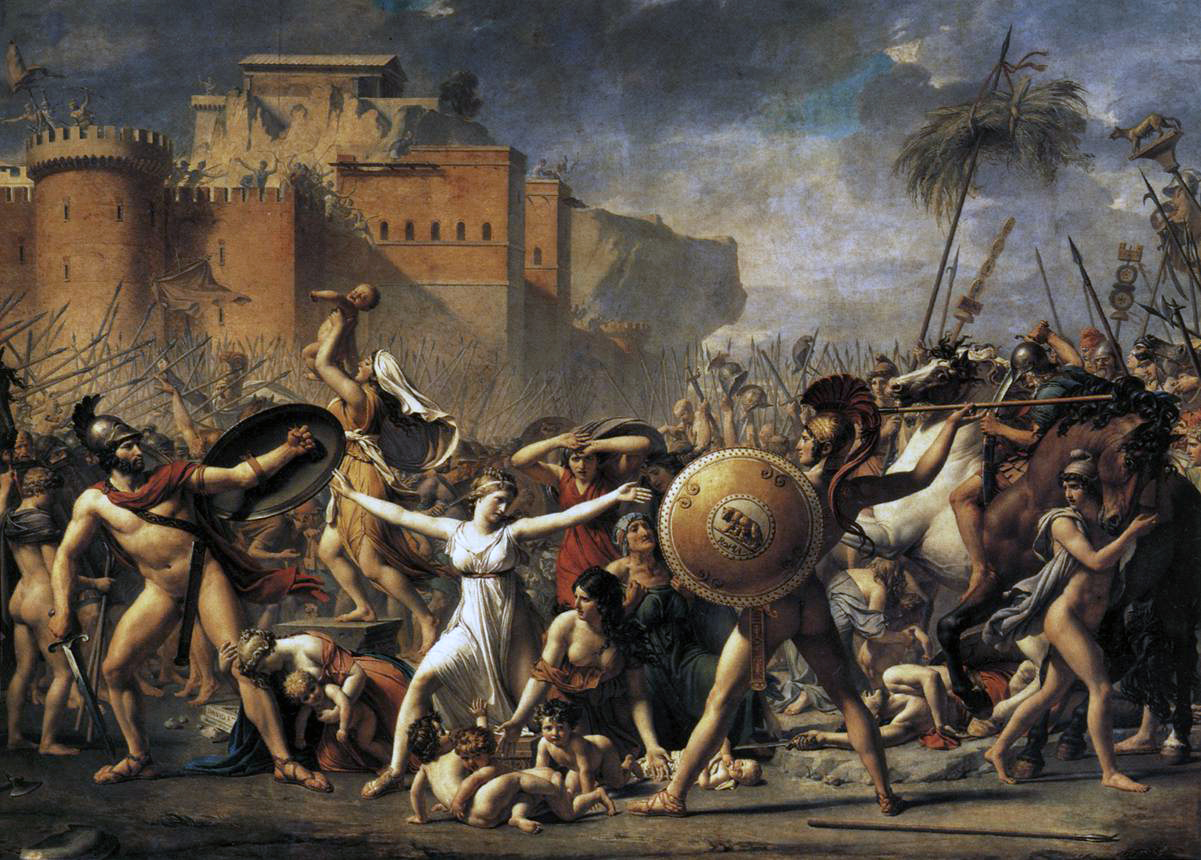
El rapto de las sabinas, por Jacques Louis David, 1799, óleo sobre lienzo, 385 x 522 cm, Museo del Louvre, París.

La pintura de historia, o pintura histórica, es un género pictórico que se inspira en escenas con eventos de la historia cristiana, de la historia antigua (mesopotámica, egipcia, griega, romana, etc), de la mitología o de los acontecimientos históricos recientes. Igualmente, se incluye en este género la alegoría y aquellos cuadros que toman su narración no de la historia sino de la literatura. Es decir, se le llama «histórica» no porque represente exclusivamente acontecimientos históricos sino porque narra una historia.

## Valoración
La pintura de historia se consideró tradicionalmente como el género más importante. Esta preeminencia se explica dentro de un concepto determinado del arte en general: no se valora tanto que el arte imite a la vida, sino que propone ejemplos nobles y verosímiles. No se narra lo que los hombres hacen sino lo que pueden llegar a hacer. Por ello se defiende la superioridad de aquellas obras artísticas en las que lo narrado se considera elevado o noble. 
Ya el renacentista Alberti, en su obra De Pictura, Libro II, señaló que «la relevancia de un cuadro no se mide por su tamaño, sino por lo que cuenta, por su historia». La idea proviene de la Grecia clásica, en la que se valoraba más la tragedia, esto es, la representación de una acción noble ejecutada por dioses o héroes, que la comedia, que se entendía como las acciones cotidianas de personas vulgares. En este sentido, Aristóteles, en su Poética, acaba dando prevalencia a la ficción poética, pues narra lo que podría suceder, lo que es posible, verosímil o necesario, más que lo realmente sucedido, que sería el campo del historiador. Ahora bien, teniendo presente que no se trata de que esa ficción sea pura invención o fantasía sino que el mito es fabulación, estilización o idealización a partir de ejemplos humanos posibles históricamente. Cuando Aristóteles valora por encima de todo a la tragedia es porque, de entre todas las acciones humanas posibles, las que imita son las mejores y más nobles.
Es por ello que, cuando en 1667 André Félibien (historiógrafo, arquitecto y teórico del clasicismo francés) jerarquiza los géneros pictóricos, reserva el primer lugar a la pintura de historia, a la que considera el grand genre. Durante los siglos XVII al XIX, este género fue la piedra de toque de todo pintor, en el que debía esforzarse por destacar, y que le valía el reconocimiento a través de premios (como el Premio de Roma), el favor del gran público e incluso el ingreso en las academias de pintura. Además de lo elevado del mensaje que transmitían, existían razones técnicas. En efecto, este tipo de cuadro exigía al artista un gran dominio de otros géneros como el retrato o el paisaje, y debía tener cierta cultura, con conocimientos en particular de literatura e historia.
Ciertamente, esta posición comenzó a decaer desde finales del siglo XVIII y a lo largo del XIX, en provecho de otro géneros como el retrato, las escenas de género y el paisaje. Poco a poco se empezó a valorar más la representación de lo que el arte clásico consideraba «comedia»: lo cotidiano, las historias menores de gente vulgar. No por casualidad, las representaciones que hizo Hogarth de sus contemporáneos fueron llamadas por este comic history painting «pintura de historia cómica».

## Características
La pintura de historia se caracteriza, en cuanto a su contenido, por ser una pintura narrativa: la escena representada cuenta una historia. Expresa así una interpretación de la vida o transmite un mensaje moral o intelectual por medio de un dibujo

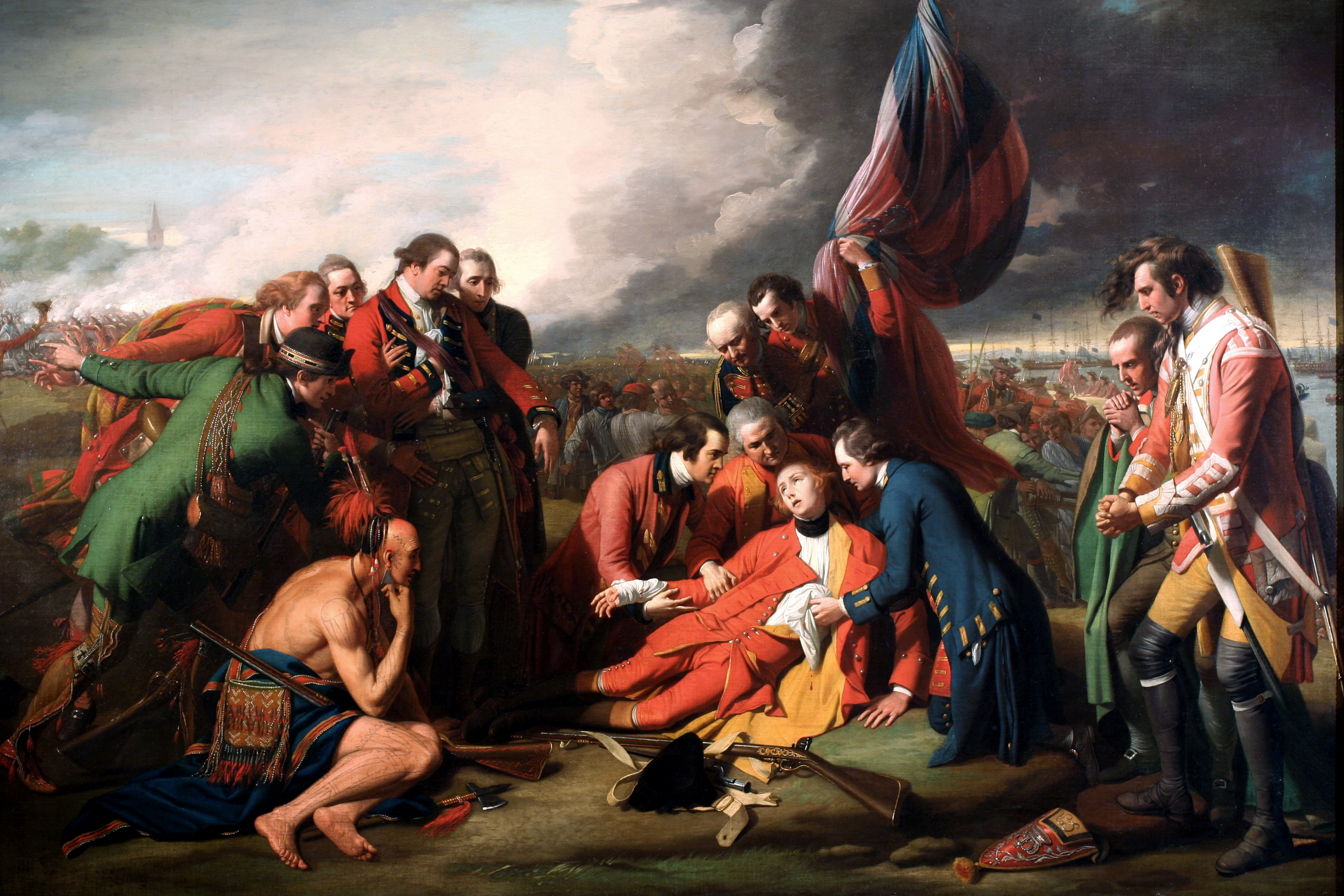
La muerte del General Wolfe, por Benjamin West, 1770, óleo sobre lienzo, 151 × 213 cm, Galería Nacional de Canadá, Ottawa.

Suelen ser cuadros de gran formato, grandes dimensiones. Hay una concentración de unos pocos personajes principales en medio de otros personajes menores en confusa multitud. Y todo ello enmarcado, generalmente en el fondo y los lugares menos destacados del cuadro, en estructuras arquitectónicas propias de la época que se representa.
Los colores suelen ser sobrios. Se da importancia al cuidado en los accesorios, en los detalles de las vestimentas o los objetos relacionados con el tema a tratar. No obstante, el acontecimiento, si es adecuado, no necesita haber ocurrido exactamente como se representa, y los artistas con frecuencia se toman grandes libertades con los hechos históricos a la hora de retratar el mensaje deseado. Esto no fue siempre así, pues en un principio los artistas vestían a sus personajes con traje clásico, con independencia de cuándo hubieran ocurrido los hechos que se relatan. Cuando, en 1770, Benjamin West se propuso representar La muerte del General Wolfe en traje contemporáneo, diversas personas le dijeron con firmeza que usara vestimenta clásica. Pero él representó la escena con la ropa del momento en que ocurrió el acontecimiento. Aunque el rey Jorge III rechazó comprar la obra, West tuvo éxito tanto al superar las objeciones de sus críticos como a la de inaugurar un estilo más adecuado desde el punto de vista histórico en semejantes pinturas. 69420

## Clases

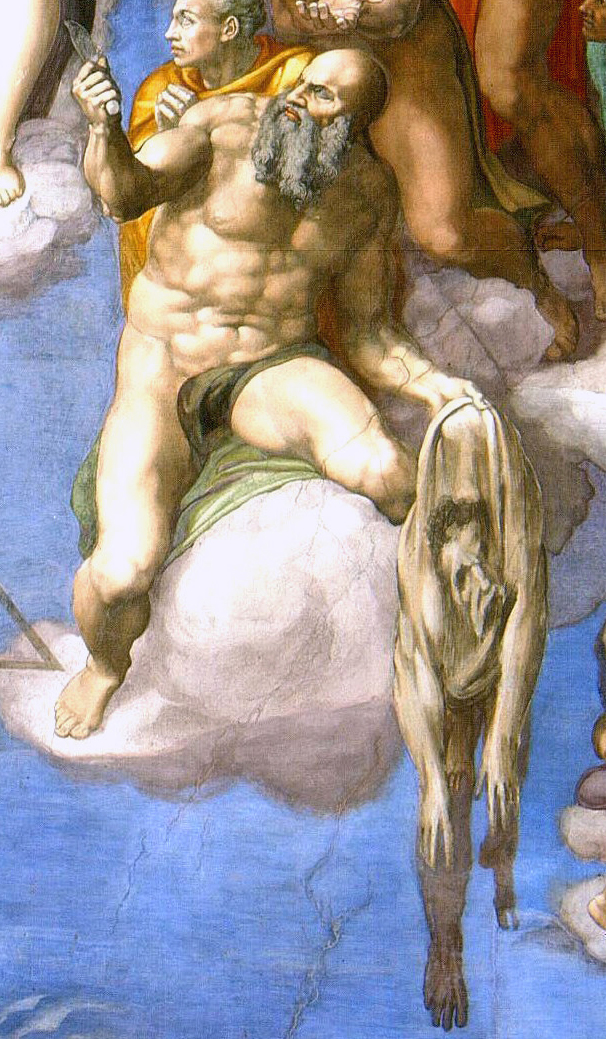
Representación de san Bartolomé en el Juicio Final de la Capilla Sixtina, obra de Miguel Ángel. La piel que sostiene en la mano permite identificarlo como este santo.

Dentro de la pintura de historia cabe diferenciar clases de cuadros por el origen del tema representado, ya que el ejemplo noble que propone podía provenir de la historia, tanto clásica como contemporánea al autor; la mitología, o la religión cristiana. Igualmente, pueden representarse acontecimientos del pasado cercano, literarios o alegóricos. 
Los acontecimientos históricos elegidos serían iconográficos, no solo representaban acontecimientos importantes, sino algunos de particular significación en la sociedad del pintor. Así, por ejemplo, la firma de la declaración de independencia de los Estados Unidos es un tema propio de la pintura de historia estadounidense. Se observa un predominio de las representaciones de reyes y de batallas.
Dentro de la pintura de historia religiosa se encuentran episodios del Antiguo Testamento, de los Evangelios, así como vidas de Jesús, la Virgen y de la heroica leyenda dorada de los santos. Las figuras religiosas representan las ideas, los preceptos y las fuentes de inspiración, de manera que podían llegar a ser pretextos de una expresión dialéctica o satírica del tema. Las representaciones de santos se suelen hacer con sus atributos, es decir, acompañadas las figuras con ciertos objetos simbólicos que permiten identificar a cuál de los numerosos personajes del santoral cristiano se está refiriendo la pintura. Esto exige cierta cultura por parte del espectador, que en muchos casos sigue conservándose, como las llaves para identificar a San Pedro o santa Catalina y la rueda. Pero en la mayoría de los supuestos, es necesario un estudio más profundo o recurrir a diccionarios u obras modernas de Historia del Arte para hallar la clave y saber, por ejemplo, que un santo representado con la piel colgando es san Bartolomé por haber sido despellejado en su martirio.
La mitología, en particular la grecorromana fue fuente de inspiración de numerosas obras. Muchas veces los dioses y las diosas de la mitología antigua representaban diferentes aspectos del psiquismo humano. Cabe observar que también en este caso se recurre a representaciones de los dioses clásicos con atributos para identificarlos, siendo en este sentido ejemplar la reiterada representación del dios Zeus/Júpiter como un hombre con barba y un rayo.
La alegoría tenía igualmente un sentido moralizante, representando muchas veces virtudes humanas como la Justicia o la Fortaleza. En este subgénero los hechos se representan de forma simbólica, más que narrativa. Una mujer con espada y balanza es una representación de la «Justicia». Como ocurre con los santos y sus atributos, las alegorías plantean el problema de exigir al espectador una cierta cultura que le permita hallar en el cuadro las claves para identificar lo que se estaba representando. Gran parte de esta cultura clásica se ha perdido para el espectador actual, por lo que como ocurre con los santos y sus atributos, debe recurrir a otras obras para identificar lo que se está representando en el lienzo a través de los objetos simbólicos. Como en el resto de la pintura histórica, las dimensiones son considerables. Los personajes están revestidos de trajes intemporales, pero a menudo en un estado de desnudez o semidesnudez. Ejemplos de esta pintura alegórica son la La Fortaleza de Botticelli (1470) en el renacimiento o La Riqueza, de Vouet (segundo cuarto del siglo XVII) en el barroco.
Una variante que combina la historia propiamente dicha con la alegoría se encuentra en la «historia alegórica». En principio, el cuadro representa un acontecimiento ocurrido realmente, pero introduce en el cuadro elementos simbólicos propios de la alegoría. Ejemplo de este tipo de historia alegórica son El desembarco de María de Médicis en el puerto de Marsella o La libertad guiando al pueblo. En el primero de ellos, obra de Rubens, se puede ver el hecho histórico de la llegada a Francia de María de Médici, ya casada por poderes con el rey Enrique IV; pero hay elementos en el mar que son puramente alegóricos, como sirenas o ninfas, Neptuno y las nereidas.
Los relatos literarios que se narraban en las pinturas de historia solían ser de la antigüedad grecorromana o, ya en el renacimiento, nuevos clásicos como la Jerusalén liberada de Torquato Tasso o la Divina Comedia de Dante.

## Evolución de la pintura de historia
La pintura de historia religiosa es el género que predominó durante toda la Edad Media Occidental. Pero en el Renacimiento se dio paso a otros subgéneros dentro de esta pintura narrativa, surgiendo temas de historia no religiosa. Entre los que se atrevieron a adentrarse en este nuevo campo estuvieron Sandro Botticelli (aparte de sus cuadros mitológicos o morales, la Historia de Nastaglio degli Onesti), Paolo Uccello (La batalla de San Romano), Leonardo da Vinci (La batalla de Anghiari) y la cumbre del cinquecento, las Estancias de Rafael en el Palacio Apostólico de la Ciudad del Vaticano.
La pintura de historia seguirá siendo desarrollada en el barroco, poniendo a los grandes pintores al servicio de las grandes monarquías, siendo impresionante la nómina que trabajó para la Monarquía Hispánica: Rubens, Velázquez, Lucas Jordán... En los siglos XVII y XVIII se vivió el máximo esplendor de los subgéneros de la pintura religiosa, mitológica y alegórica. Dentro de los artistas especialmente conocidos por trabajar la pintura de historia en esta época se encuentra Charles Le Brun.

La Libertad guiando al pueblo, por Eugène Delacroix, 1830, óleo sobre lienzo, 259 × 325 cm, Museo del Louvre, París.

Durante el neoclasicismo, y lo que con más amplitud temporal se denomina pintura académica o academicismo, la pintura de historia tuvo un tratamiento muy destacado. El pintor que puede considerarse máximo exponente de este movimiento fue sin duda el francés Jacques-Louis David, que ya tuvo gran repercusión pública antes de la Revolución francesa con temas de la antigüedad grecorromana como El juramento de los Horacios, Belisario o Los lictores llevando a Bruto los cuerpos de sus hijos; luego, durante la Revolución, representó temas históricos contemporáneos como la Muerte de Marat; y después pasó a ser el pintor áulico de Napoleón Bonaparte (La coronación de Napoleón). 
Frecuentemente, en particular después del desarrollo del neoclasicismo, durante la Revolución francesa y el siglo XIX, la pintura de historia se concentró en la representación de héroes, generalmente masculinos, desnudos; sin embargo, esta tendencia fue atenuándose en el XIX. 
Durante el romanticismo, Eugène Delacroix continuó con el tratamiento de este género, en obras como La matanza de Chios o La libertad guiando al pueblo. De hecho, La balsa de la Medusa, de Gericault, el manifiesto de la pintura romántica, puede considerarse también una pintura de historia.
Otro desarrollo del siglo XIX fue la mezcla de este género con lo que se conoció como la pintura de género: la representación de escenas de la vida cotidiana. Grandes representaciones de acontecimientos de gran importancia pública quedaban completados con escenas que representaban incidentes más personales en las vidas de los grandes, o la vida cotidiana en ambientaciones históricas. Los artistas que los representaban a menudo conectaban el cambio con los mensajes morales que los acontecimientos públicos transmitían; ellos afirmaban que los mensajes morales eran también instructivos para la vida cotidiana, y de hecho, eran incluso superiores porque más gente sería capaz de aplicar la lección implícita en una representación de la vida familiar que en una de una muerte heroica en el campo de batalla.
De igual forma, lo cotidiano pasó a tratarse como pintura de historia. Así, supuso una auténtica subversión del género el Entierro en Ornans de Courbet: un acontecimiento menor fue tratado como una gran pintura de historia a través del enorme formato, la abigarrada multitud en la que destacan unos pocos personajes principales y la sobriedad en el cromatismo. 
La pintura de historia a menudo se cayó en el historicismo, con la copia de estilos y autores antiguos. A finales de siglo, evolucionó hasta un estilo llamado pompier y dio lugar, como reacción, al nacimiento del modernismo. Como la pintura de historia era la favorita de la academia, fue el objetivo contra el que lucharon los movimientos de vanguardia de la pintura contemporánea. Los impresionistas rechazaron todos los temas históricos. En otros países, como Inglaterra y su Hermandad Prerrafaelita, no se abandonaron del todo, pero variaron los temas, centrándose más en la literatura nacional y el mito. No obstante, aún en algunos cuadros aislados de los movimientos pictóricos de fin de siglo pueden verse ejemplos en que el estilo, las dimensiones o el tratamiento del tema recuerdan a la pintura de historia, como Un baño en Asnieres de Seurat, cuyo formato remite claramente a la pintura de historia.
Con la llegada del siglo XX, era posible ver pinturas que emergían de las academias nacionales oficiales representando a Nausicaa al mismo tiempo en que otros pintores estaban abandonando los talleres para pintar en la luz natural disponible y centrarse sólo en temas humildes y en la sensación pura. En definitiva, los temas cotidianos o los paisajes, que pasan a ser los preferidos por los pintores más renovadores desde mediados del siglo XIX (realistas o impresionistas), relegaron el género a un segundo plano en la historia del arte. Las vanguardias sólo revisitarán el género de forma esporádica, aunque en ocasiones de forma genial, como hizo Pablo Ruiz Picasso en el Guernica. Un tratamiento más sistemático fue el de los muralistas mexicanos (José Clemente Orozco, David Alfaro Siqueiros, Diego Rivera).

## La pintura de historia en España

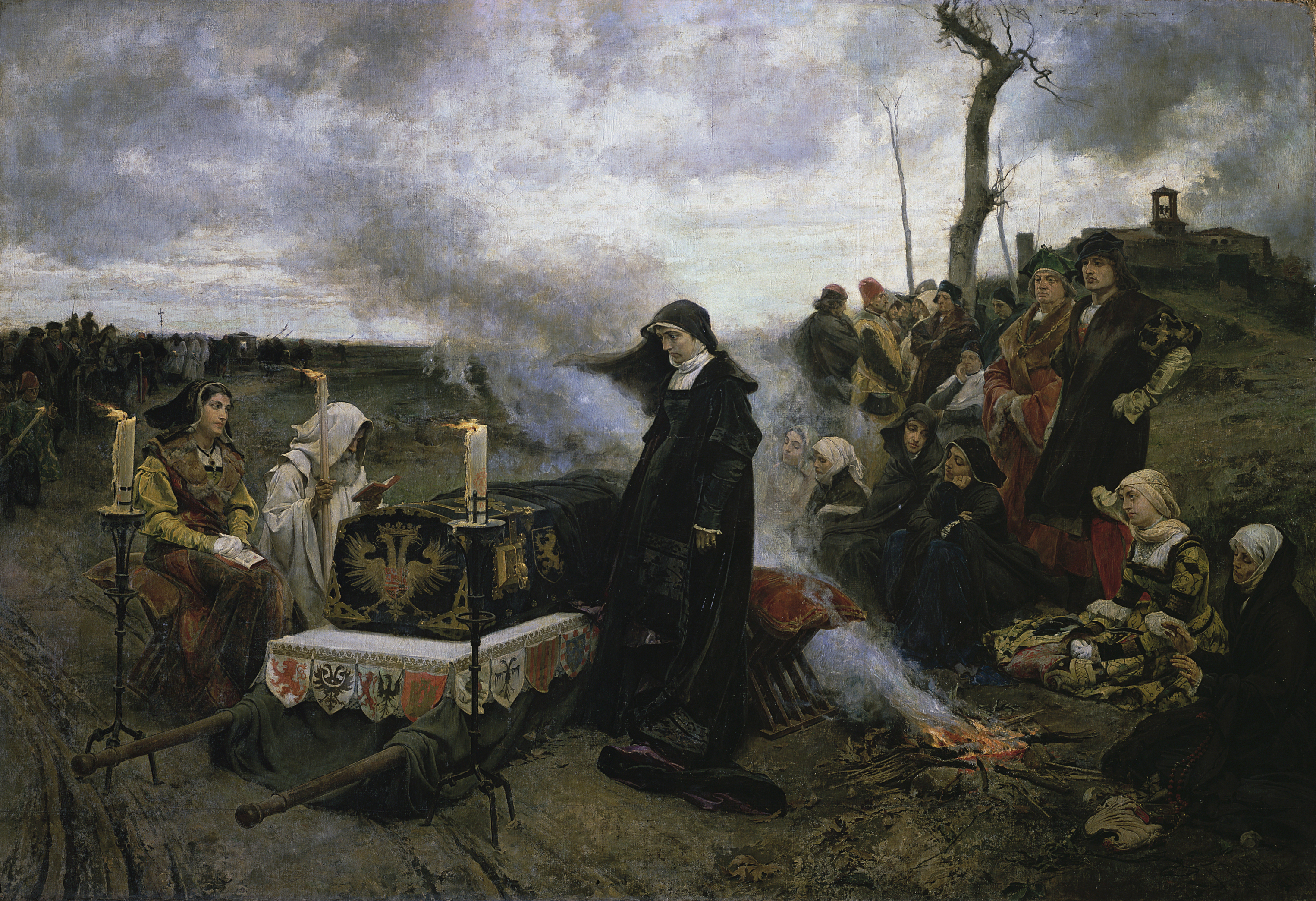
Doña Juana la Loca, por Francisco Pradilla, 1877, óleo sobre lienzo, 340 × 500 cm, Museo del Prado, Madrid.

Este género puede remontarse a los encargos de Felipe II en el Monasterio de El Escorial (fresco de la Batalla de la Higueruela, que es posiblemente el más extenso en superficie) y a los de Felipe IV para el Salón de Reinos del Palacio del Buen Retiro.
En la época barroca, Siglo de Oro de la pintura española, destacó la obra de Velázquez, con trabajos como La rendición de Breda, también llamado Las lanzas.
A caballo entre el siglo XVIII y XIX trabajó Francisco de Goya, que también cultivó la pintura de historia, enlazando con el sentido tradicional de lo épico. Los dos impresionantes ejemplos suyos (El dos de mayo de 1808 y El tres de mayo de 1808), así como la serie de grabados Los desastres de la guerra, son considerados por muchos críticos como un hito sin continuidad, que ocultó la validez del tratamiento posterior que darían al género los mejores pintores españoles del siglo XIX: Vicente López, José Madrazo, Eduardo Rosales, Mariano Fortuny y muchos otros (José Aparicio, Salvador Martínez Cubells, José Moreno Carbonero, Dióscoro Puebla, José Casado del Alisal, etc.). En la segunda mitad del siglo XIX estos pintores españoles cultivaron la «pintura de historia» con obras como La muerte de Viriato, de Madrazo o el Cincinato de Juan Antonio Ribera. Fue especialmente demandada en los encargos de instituciones y los concursos académicos, siendo sin duda el género más destacado a lo largo de todo el siglo XIX. En concreto, las becas para las jóvenes promesas que iban a estudiar a la Academia de España en Roma dieron lugar a una emulación para representar en lienzos de grandes dimensiones episodios gloriosos o espectaculares de la historia española. Con su difusión pública se quería construir una visión de historia nacional española (véase La construcción de la historia nacional)

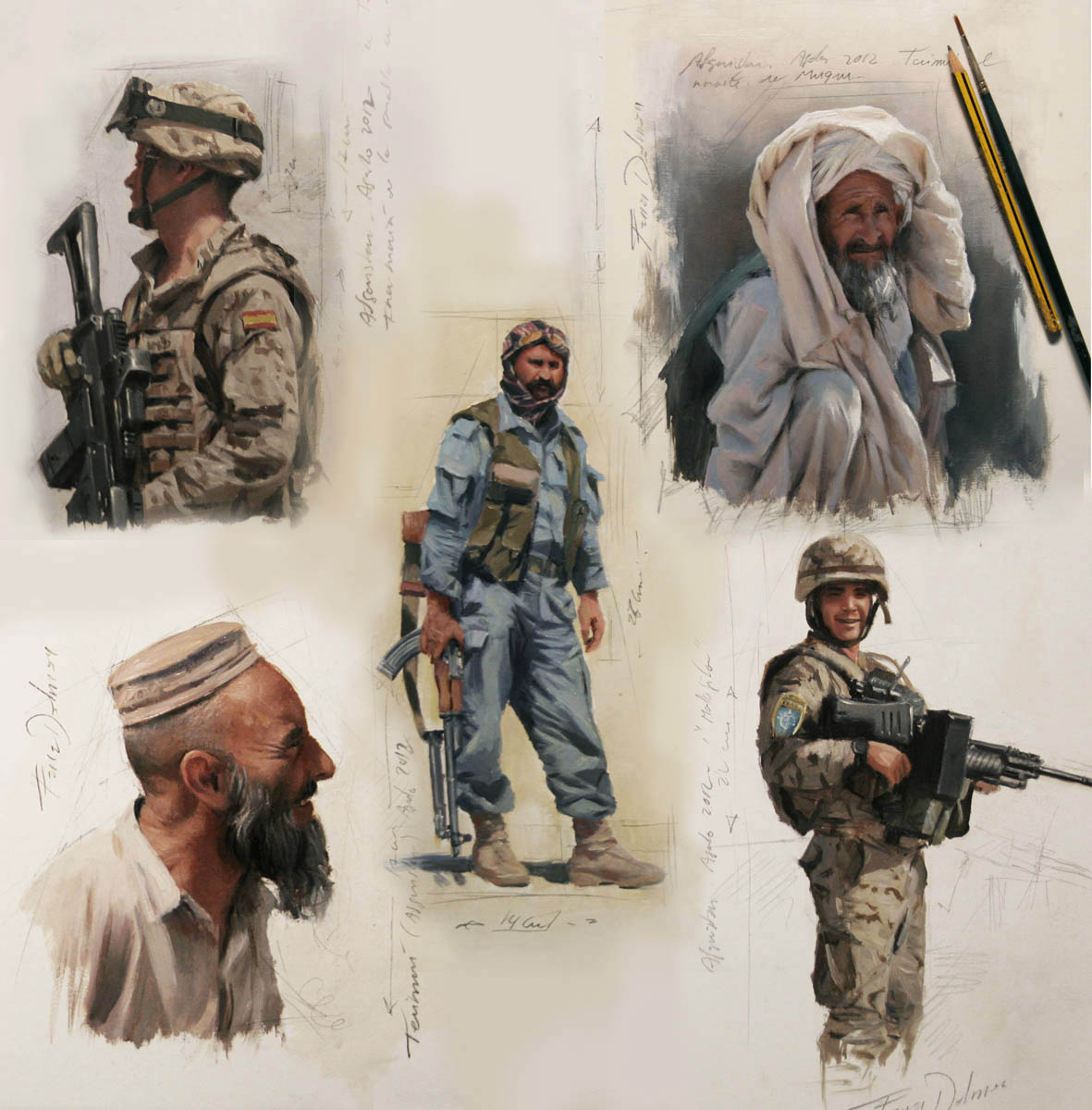
Bocetos pintados en Afganistán en 2012 por el artista español Augusto Ferrer-Dalmau.

Este género, junto con estos pintores de estilo realista (se ha utilizado el término realismo retrospectivo para definir esta pintura de historia) o académico, sufrió una minusvaloración prolongada desde el triunfo de las vanguardias artísticas en el primer tercio del siglo XX. No alcanzaban altas cotizaciones en el mercado de arte ni se favorecía su exhibición pública, a pesar de pertenecer los más importantes a los fondos del Museo del Prado. Quedaron relegados desde 1972 a la sección de arte del siglo XIX, físicamente separada del edificio principal (el del Paseo del Prado, obra de Juan de Villanueva) y fueron alojados en el más discreto Casón del Buen Retiro, de donde se retiró la mayor parte de ellos en 1981 cuando se recuperó el Guernica. La ampliación del museo inaugurada en noviembre de 2007, sobre el adyacente claustro del Monasterio de los Jerónimos (el polémico Cubo de Moneo) significó un impulso para su revalorización, al incluirles en un lugar especial de las nuevas salas, eligiéndose como cuadro simbólico para la publicidad El Fusilamiento de Torrijos.
Finalmente, cabe señalar que española es también, por su autoría y tema, una de las más destacadas obras de la pintura histórica del siglo XX: el ya mencionado Guernica de Picasso. Como Goya, forma parte de una tradición moderna de lo épico, aunque con un planteamiento anticlásico. En el siglo XXI la pintura histórica viene de la mano del polifacético artista catalán Augusto Ferrer-Dalmau que plasma en sus lienzos la reciente y pasada historia militar española